# 野木澤站

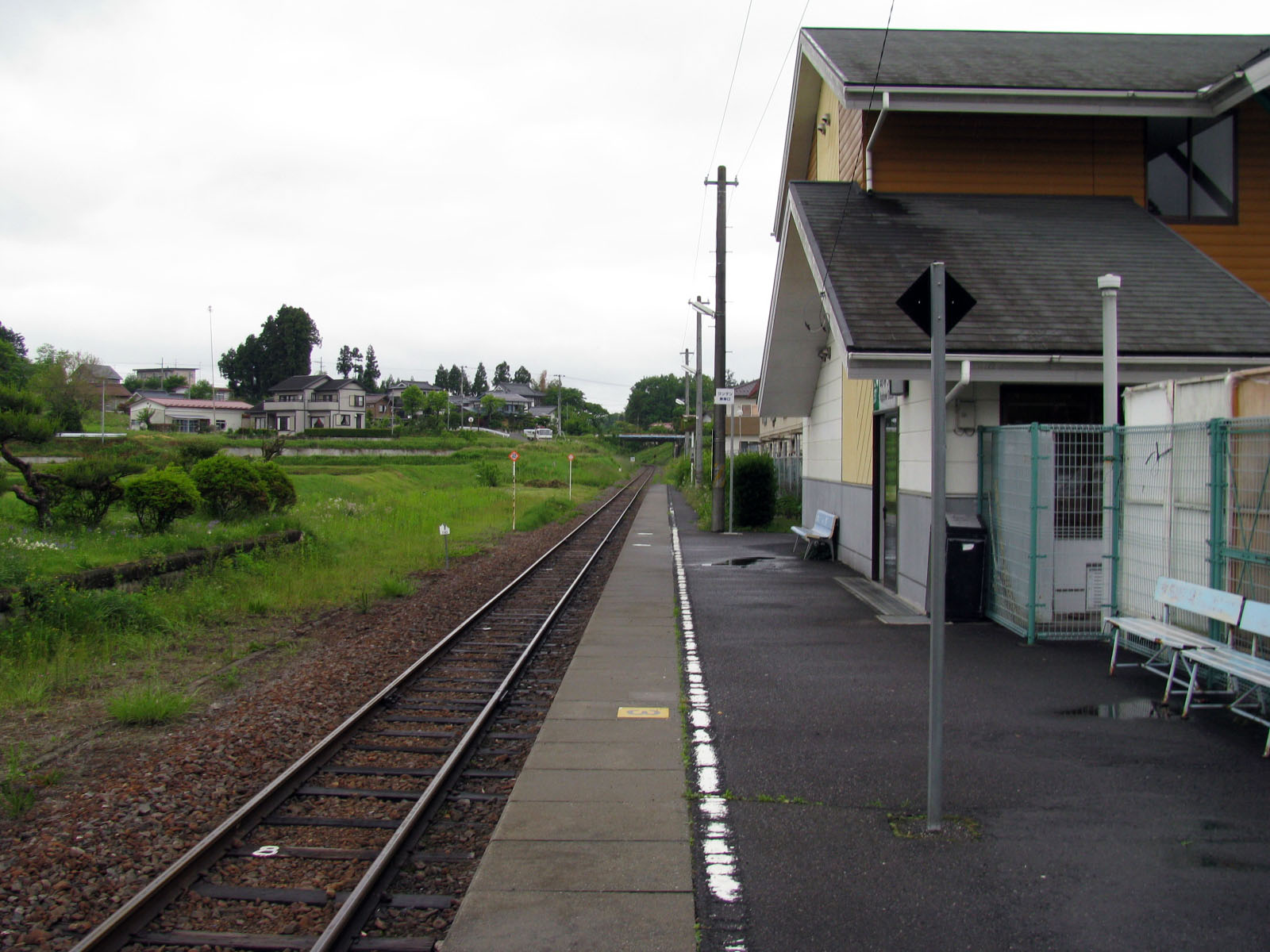
月台

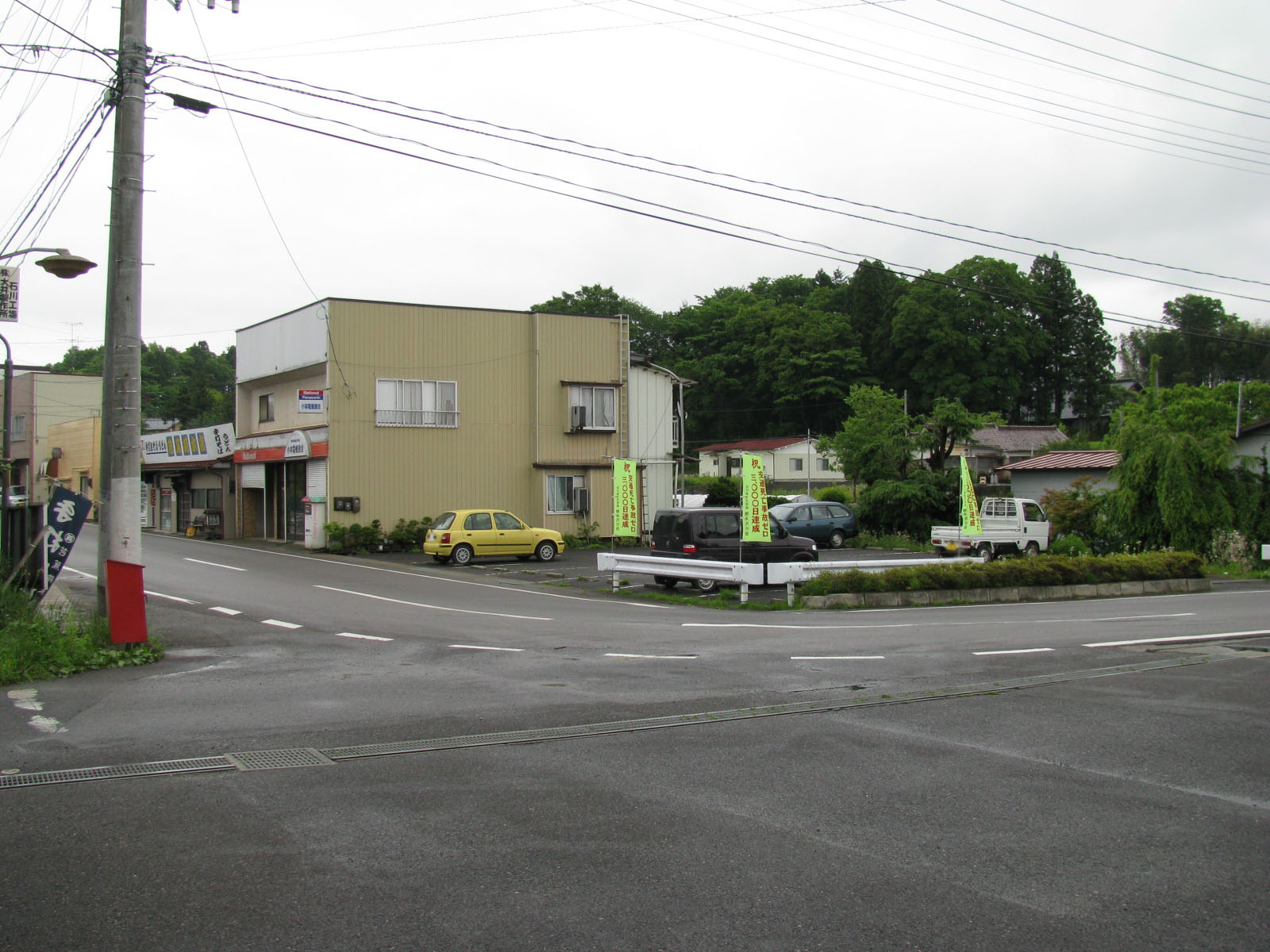
站前

野木澤站（日语：／ Nogisawa eki */?）是位於福島縣石川郡石川町大字中野字水內4號，東日本旅客鐵道（JR東日本）的水郡線車站。

## 歷史
- 1934年（昭和9年）12月4日：車站啟用[1]。
- 1970年（昭和45年）10月1日：成為無人車站。繼續委托個人商店售賣車票（簡易委託）。
- 1987年（昭和62年）4月1日：伴隨國鐵分割民營化，車站由東日本旅客鐵道（JR東日本）營運[2]。
- 1995年（平成7年）：終止簡易委託。

## 車站構造
此站是地面車站，設有1面1線的單式月台。此站曾經設有2面2線的相對式月台，當時可進行列車交會，現時遺留了舊月台。
此站是由常陸大子站管理的無人車站。

## 使用狀況
在2004年度的1日平起乘車人次為148人。
| 乘車人員變化 | 乘車人員變化 |
| 年度         | 1日平均人次  |
| ------------ | ------------ |
| 2000         | 123          |
| 2001         | 112          |
| 2002         | 129          |
| 2003         | 134          |
| 2004         | 148          |

## 車站周邊
站前設有偉晶岩碎塊展示。
- 國道118號（日语：国道118号）
- 福島縣道139號母畑白河線（日语：福島県道139号母畑白河線）
- 野木澤郵局
- 石川西部工業團地
- 惡戶古墳群

## 巴士路線
福島交通「野木澤站前」
- 石川站前 - 須賀川站前（日语：福島交通石川出張所#竜崎経由石川線）

## 相鄰車站
東日本旅客鐵道（JR東日本）
■水郡線
磐城石川－野木澤－川邊沖

## 注腳
1. ↑  『鉄道省年報。  昭和10年度』（國立國會圖書館數碼化收藏）
2. ↑  『交通年鑑 昭和63年版』 交通協力會，1988年3月。
3. ↑  第120回福島県統計年鑑 （页面存档备份，存于）（日語）

## 外部連結
- 車站資訊（野木澤）：東日本旅客鐵道（日語）